# Rozpoznanie satelitarne
Rozpoznanie satelitarne – zespół technicznych środków rozpoznania oraz zespół przedsięwzięć wykorzystujących w celu rozpoznania umieszczone na określonej orbicie okołoziemskiej satelitów rozpoznawczych w celu ostrzegania przed atakiem ze strony przeciwnika lub potencjalnego przeciwnika, fotografowania instalacji wojskowych, kontroli ruchów wojsk i przechwytywania łączności. W zależności od szczebla dowodzenia wyróżniane są trzy poziomy rozpoznania satelitarnego: rozpoznanie strategiczne, operacyjne oraz taktyczne. Rozpoznanie tego rodzaju może być prowadzone w czasie pokoju, kryzysu oraz podczas wojny.

## Zadania rozpoznania satelitarnego
Rozpoznanie satelitarne może być prowadzone zarówno w trakcie pokoju, kryzysu jak i podczas wojny. Zadaniem satelitów rozpoznawczych jest dostarczenie danych dotyczących potencjału gospodarczo-militarnego ewentualnego przeciwnika, struktur i wyposażenia oraz dyslokacji jego sił zbrojnych, a także stopnia przygotowania militarnego kraju do ataku bądź obrony. Według niektórych poglądów, jest ono najważniejszym rodzajem rozpoznania na współczesnym polu walki, zapewniającym dane na poziomie strategicznym, operacyjnym jak i taktycznym.

## Podział rozpoznania satelitarnego
W zależności od szczebla dowodzenia wyróżnia się poziomy rozpoznania satelitarnego:
1. Rozpoznanie strategiczne – najwyższy poziom rozpoznania, gdzie zdobyte w drodze rozpoznania satelitarnego dane wykorzystywane są do opracowania strategii oraz planów wojskowych odnoszących się do państwa i środowiska międzynarodowego. Dotyczą one sfery politycznej, ekonomicznej, dyplomatycznej i wojskowej.
2. Rozpoznanie operacyjne – jego celem jest zdobycie danych niezbędnych do przygotowania i prowadzenia operacji (kampanii) zarówno militarnych jak i innych (specjalnych, pokojowych, reagowania kryzysowego, czy wsparcia pokoju) na teatrze działań. Dane z tego rodzaju rozpoznania dotyczą zazwyczaj określonego rejonu geograficznego.
3. Rozpoznanie taktyczne – którego celem jest dostarczenie dowódcom danych niezbędnych do przygotowania i prowadzenia działań taktycznych. Dotyczą one rejonu będącego w miejscem działania danego związku taktycznego lub oddziału[1].

W zależności od potrzeb oraz charakteru rozpoznawanych obiektów, obserwacji dokonuje się za pomocą satelitów rozpoznawczych różnych typów i zakresów działania, w tym rozpoznania obrazowego (IMINT), rozpoznania sygnałów elektromagnetycznych (SIGINT), radarowego (RIINT) i innych.